# 埃爾斯沃思鎮區 (內布拉斯加州安蒂洛普縣)
埃爾斯沃思鎮區（英語：Ellsworth Township）是位於美國內布拉斯加州安蒂洛普縣的一個行政鎮區。

## 地方資料
埃爾斯沃思鎮區的面積為92.73平方千米，皆為陸地。根據2020年美國人口普查的數據，當地共有人口261人，而人口密度為每平方千米2.81人。